# Sascha Lobo
Sascha Lobo (n. 11 de mayo de 1975 en Berlín) es un publicista, periodista y bloguero alemán. Su trabajo se centra en la reflexión sobre las tecnologías digitales como Internet y sus consecuencias para la sociedad.

## Vida y carrera
Lobo nació en una familia binacional, su padre es oriundo de Argentina y emigró a Alemania a los 30 años de edad. Estudió Comunicación para Sociedad y Economía en la Universidad de las Artes de Berlín. En el año 2000 fundó una empresa de publicidad, sin embargo esta tuvo que declararse en quiebra un año más tarde al estallar la burbuja de la llamada nueva economía. Trabajó en los años consecutivos como editor y director de publicidad y como periodista en algunos medios.
En el año 2005 fue cofundador del blog Riesenmaschine (La máquina gigante), el cual ganó el premio Grimme Online y fue uno de los primeros blogs populares alemanes. En 2006, junto con Holm Friebe publicó su primer libro, llamado Wir nennen es Arbeit (Lo llamamos trabajo), en el cual describe la vida de los trabajadores freelance en una actualidad marcada por las tecnologías digitales. Siguió trabajando en diversos proyectos de publicidad y comunicación y publicó artículos en numerosos blogs.
En 2009 surgieron controversias luego de un trabajo publicitario para la empresa Vodafone, tras el cual Lobo recibió duras críticas por parte de otros blogueros que lo acusaron de haberse vendido al poder económico. Comenzó a trabajar también en el medio audiovisual, coconduciendo el corto formato humorístico Sixtus vs. Lobo del canal público alemán 3sat en 2009 y 2010. Lobo también es miembro del Online-Beirat (gremio para asuntos "en línea") del Partido Socialdemócrata Alemán (SPD). Ha declarado que no es afiliado al SPD, pero sí simpatiza con "los rojiverdes" (una coalición entre el SPD y el ecologista Alianza 90 / Los Verdes).
Desde el año 2011 trabaja como columnista para Spiegel Online, el sitio web de noticias más visitado en idioma alemán, vinculado al tradicional semanario Der Spiegel, en la cual reflexiona sobre la relación entre las tecnologías digitales y la sociedad y política.

## Publicaciones
- Holm Friebe, Sascha Lobo: Wir nennen es Arbeit – die digitale Bohème oder: intelligentes Leben jenseits der Festanstellung. Heyne, Munich 2006. ISBN 978-3-453-60056-0
- Kathrin Passig, Holm Friebe, Aleks Scholz, Sascha Lobo (Hrsg.): Riesenmaschine – das Beste aus dem brandneuen Universum. Heyne, Munich 2007. ISBN 978-3-453-61001-9
- Kathrin Passig, Sascha Lobo: Dinge geregelt kriegen – ohne einen Funken Selbstdisziplin. Rowohlt, Berlín 2008. ISBN 978-3-87134-619-4
- Sascha Lobo: Strohfeuer Rowohlt, Berlín 2010. ISBN 978-3-87134-678-1
- Sascha Lobo, NEON: Wortschatz: 698 neue Worte für alle Lebenslagen, rororo, noviembre de 2011. ISBN 978-3499628238